# De Nonnemolen

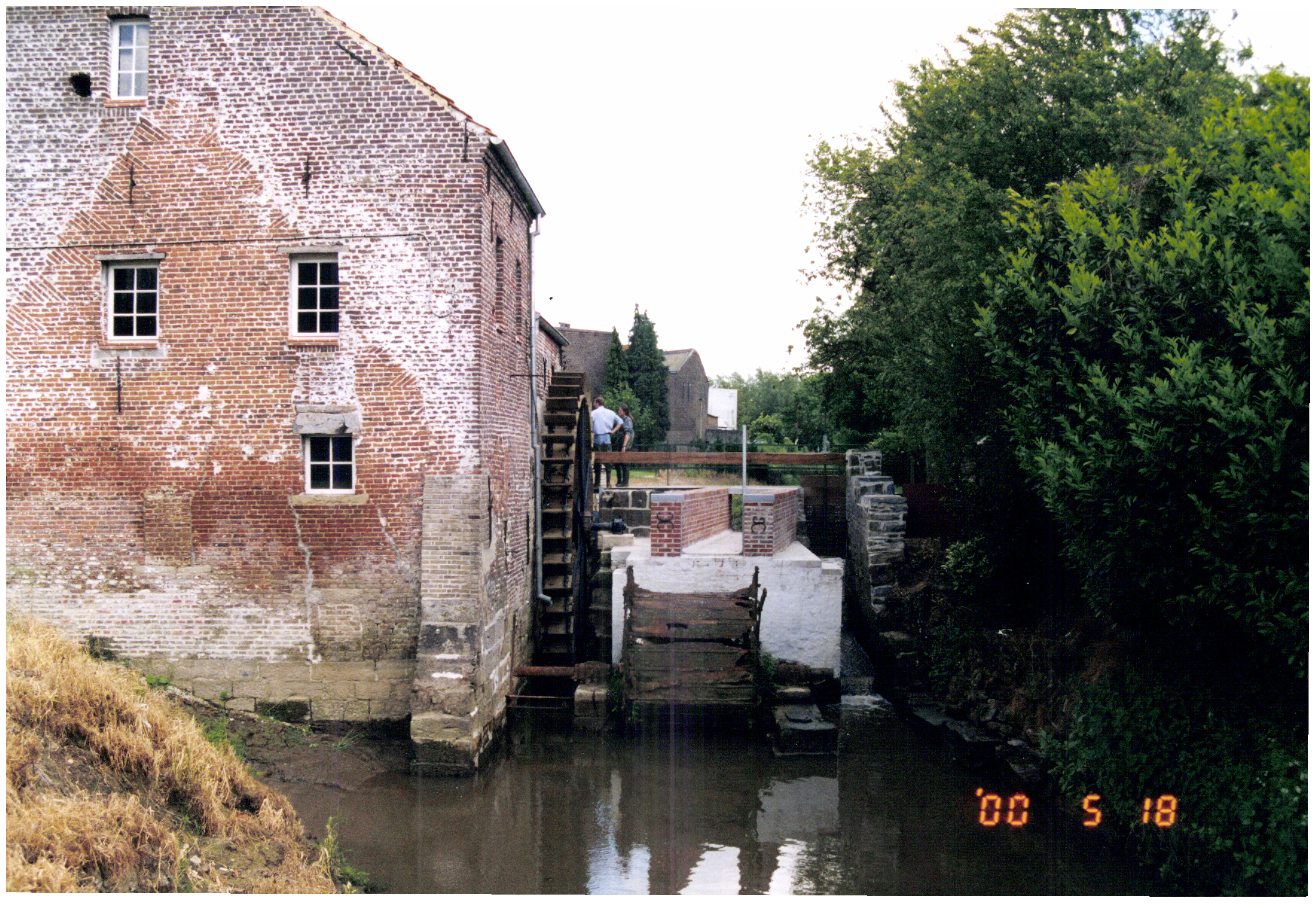

De Nonnemolen is een oude watermolen die zich in de Watermolenstraat te Leupegem bevindt. De Nonnemolen kent een lange geschiedenis. Er is een akte bekend van 6 september 1296 waarbij de nonnen van de abdij van Maagdendale te Oudenaarde de molen aankochten. Dat verklaart ook de molennaam.
Rond 1580, tijdens de Opstand tegen de Spanjaarden, werd de molen vernield. In 1586 volgde de heroprichting.
Op 2 maart 1990 werd de molen beschermd als monument. In 2000 onderging de molen een maalvaardige restauratie, waarbij het onderslagrad vernieuwd werd. Het ijzeren bovenslagrad ligt er evenwel nog vervallen bij. Hedendaags is het vroegere woonhuis ingericht als een landelijke herberg die ieder weekend toegankelijk is.
De molen bezit uitzonderlijk naast een onderslagrad (het groot waterrad) ook over een tweede klein rad, een bovenslagrad. Dit maakt de molen uniek in Vlaanderen want daardoor kan er zowel bij hoog als laag water gemalen worden. Het is de Maarkebeek die zorgt voor de aandrijving van de molen.